# Mi buen amor
«Mi buen amor», es una canción de la cantante chilenomexicana Mon Laferte, del año 2017 parte del álbum La Trenza.

## Sobre la canción
La canción fue originalmente creada para la banda Los diablos blancos, pero dado que no pudieron grabarla por motivos de tiempo y dado el trabajo que le había tomado crear este tema decidieron subir cualquier cosa, la artista decidió grabarla y contó con la colaboración del cantante Enrique Bunbury.

## Video musical y alcancé
El video musical muestra a la artista en imágenes de su gira Amárrame Tour, sobre todo en su paso por Sudamérica, por Chile, Argentina, Perú y Colombia, y está dedicado a sus fanes, según lo expresado por la propia artista en su Facebook Live: 

«Estuvimos grabando imágenes de esta gira, especialmente de Sudamérica, visitamos Colombia, fuimos a Chile, Perú, Argentina. Y la mayor cantidad de imágenes que salen en este video son de esa gira, de Sudamérica, y para mí es bien bonito poder agradecer a ustedes todo el cariño que nos han brindado, cómo nos han recibido en cada lugar. Por eso quisimos hacer este video así. Es un regalo para ustedes y una forma de agradecerles todo lo que nos han dado»[cita requerida]

## Posicionamiento en listas
| País      | Lista                    | Mejor posición |
| Semanales | Semanales                | Semanales      |
| --------- | ------------------------ | -------------- |
| México    | Monitor Latino (General) | 11             |
| México    | Monitor Latino (Pop)     | 2              |
| Anuales   |                          |                |
| México    | Monitor Latino           | 49             |

## Certificaciones
| País (organismo certificador) | Certificación      | Unidades certificadas |
| ----------------------------- | ------------------ | --------------------- |
| México (AMPROFON)             | Diamante + Platino | 360 000               |